# Distretto di Lefkoşa
Il distretto di Lefkoşa (in turco Lefkoşa ilçesi) è uno dei distretti di Cipro del Nord. È diviso in due sotto-distretti: Lefkoşa e Değirmenlik.
La sua popolazione è di 97.293 secondo il censimento del 2011. Il suo governatore è Kemal Deniz Dana.
Il distretto di Güzelyurt è stato separato da questo distretto. Alcune parti del distretto di Larnaca della Repubblica di Cipro sono amministrate dal distretto di Lefkoşa.